# Bijar Amin al-Dżumajjil
Bijar Amin al-Dżumajjil, Pierre Amin Dżemajel (arab.: بيار أمين الجميل; znany również jako Pierre Dżemajel Jr; ur. 24 września 1972, zm. 21 listopada 2006) – polityk libański, maronita, syn byłego prezydenta Amina al-Dżumajjila, działacz partii Kataeb oraz Sojuszu 14 Marca.
Bijar Amin al-Dżumajjil studiował prawo w Bejrucie i Paryżu. W 2000 r. wszedł do libańskiego parlamentu jako niezależny deputowany z okręgu Al-Matin. Został ponownie wybrany w 2005 r. W lipcu tego samego roku mianowano go ministrem przemysłu w rządzie Fouada Siniory. Zaliczał się do zdecydowanych krytyków syryjskich wpływów w Libanie. 21 listopada 2006 roku niezidentyfikowani sprawcy ostrzelali jego samochód na przedmieściach Bejrutu. Mimo że rannego polityka natychmiast przewieziono do szpitala, al-Dżumajjil zmarł. O zamach oskarżano wywiad syryjski.
Zobacz też: Pierre Dżumajjil